# Athletic Club de Boulogne-Billancourt (rugby à XV)
Pour les articles homonymes, voir ACBB.
Cet article concerne la section rugby de l’ACBB. Pour le club omnisports, voir Athletic Club de Boulogne-Billancourt.
Maillots
Actualités
Dernière mise à jour : 23 décembre 2024.
L'Athletic club de Boulogne-Billancourt rugby (ou ACBB rugby) est un club français de rugby à XV basé à Boulogne-Billancourt, section du club omnisports de l'Athletic club de Boulogne-Billancourt. Le club évolue actuellement en Fédérale 3.

## Historique
À son origine en 1935, le club, où sont pratiqués le rugby et la pelote basque, porte un nom gascon : Lou Païs AC. Il est dirigé par le Dr Reinhold qui doit céder son poste en 1941 à Georges Deville, avec pour secrétaire Marc Provost. Ces derniers deviennent présidents des sections respectives quand les clubs boulonnais fusionnent en 1943 pour donner naissance à l'Athletic Club de Boulogne-Billancourt.
En 1955, le club accède à la 3e division mais ne reste que deux ans à ce niveau. Le club remonte en D3 en 1971.
Renforcé par les anciens internationaux Michel Tachdjian et Jean-Pierre Genet, le club joue ensuite en première division groupe B au début des années 1990.
Après un quart de finale de Fédérale 3 et une accession en fédérale 2 en juin 2010, l'ACBB aborde la saison 2010-2011 avec comme ambition le maintien. Après avoir lutté dans le bas du classement une bonne partie de la saison, tout se joue sur le dernier match à domicile où 3 scénarios étaient possibles : la qualification, le maintien, la descente ! Au terme d'un match engagé, l'ACBB arrache une victoire bonifiée, synonyme de qualification pour les 16e de finale.
L'ACBB élimine Arras en quart de finale et s'ouvre même les portes de le Fédérale 1, un an seulement après une montée en Fédérale 2. La demi-finale sera d'un autre calibre avec une lourde défaite face aux invaincus marseillais, futurs champions.
Au terme d'une bonne saison, l'ACBB accède donc à l'élite amateur pour la saison 2011-2012.
La saison 2011-2012 s'avère difficile pour l'équipe fanion, qui trouve son rythme trop tard dans la saison et se retrouve relégué en Fédérale 2.
La saison 2012-2013 de Fédérale 2 est marquée par le départ de nombreux joueurs venus prêter main-forte en Fédérale 1 ; et l'équipe se trouve à nouveau reléguée en Fédérale 3.
Le noyau des joueurs ayant permis l'accession en Fédérale 1 s'épuise à l'intersaison et pour la saison 2013-2014 l'équipe compte plus de 11 départs dans l'équipe fanion. La saison est à nouveau difficile et l'équipe termine 9ème d'une poule de 11. En 2015-2016 il termine 6e de la poule 1.
L'ACBB évolue en Fédérale 3 jusqu'en 2020, année où le club remonte en Fédérale 2.

## Féminines
Créée en 2009, l'équipe féminine évolue en Fédérale 3 à VII. Éliminées en demi-finales nationales en 2011, les féminines prennent leur revanche et se qualifient en 2012 après avoir arraché une victoire sur le fil contre Verdun pour les phases finales de championnat de France à VII. 
Vainqueur de la petite finale contre Limay, elles terminent 3eau championnat de France à VII
Fortes de ces résultats, elles décident de changer de catégorie et passent en fédérale 3 à XII.
En 2012-2013, pour cette première année à XII, les féminines remportent le championnat B après une victoire bonifiée contre Reims.
5 fois championnes d'Île de France à VII et à XII.
3èmes au championnat de France à VII. Après avoir perdu le stade du Saut du loup, l'équipe ne se reformera pas.